# Звездане стазе: Побуна
Звездане стазе: Побуна (енгл. Star Trek: Insurrection) амерички је научнофантастични филм из 1998. године, режисера Џонатана Фрејкса. Ово је девети филм серијала Звездане стазе, а трећи из циклуса у коме су главни ликови протагонисти серије Звездане стазе: Следећа генерација. Радња прати побуну посаде звезданог брода Ентерпрајза, на челу са Жан-Ликом Пикаром (Патрик Стјуарт), против Звездане флоте, након што открије заверу у којој раса Сон’а жели да пороби мирољубиву расу Бак’у како би се дочепала њихове планете која даје вечну младост.
Компанија Paramount Pictures је желела промену темпа након филма Звездане стазе: Први контакт (1996). Мајкл Пилер је добио задатак да напише сценарио за следећи наставак, који је настао из идеја за причу које су имали он и продуцент Рик Берман. Прве верзије сценарија укључивале су Ромуланце, а расе Сон’а и Ба’ку су уведени у трећој верзији. Након што је Ајра Стивен Бер прегледао сценарио, Пилер га је прерадио и додао споредну радњу која укључује љубавни интерес за Жан-Лика Пикара. Завршетак филма је додатно измењен након пробних пројекција. Специјални ефекти који приказују свемир били су у потпуности компјутерски генерисани, што је био први пут да су у неком филму из серијала коришћени искључиво такви ефекти. Село Ба’куа је у потпуности изграђено на локацији код језера Шервуд у Калифорнији, али је претрпело оштећења услед временских непогода. Сетови телевизијских серија Дубоки свемир 9 и Војаџер су искоришћени и прилагођени за филм.
Филм је биоскопски објављен 11. децембра 1998. и зарадио 118 милиона долара широм света. Рецензије критичара биле су помешане; глума Патрика Стјуарта и режија Џонатана Фрејкса добиле су похвале, али су многи критичари сматрали филм само „продуженом епизодом серије”. Филм је био номинован за награде Сатурн и Хјуго, али једино признање које је освојио била је Награда за најбољег младог глумца, коју је добио Мајкл Велч. Наставак, Звездане стазе: Немезис, премијерно је приказан 2002. године.

## Радња
Поручник Дејта, андроид, привремено је пребачен на тајну мисију посматрања мирољубивог народа Ба’ку. Он се изненада квари и открива присуство заједничке јединице Федерације и Сон’а која тајно посматра Ба’ку. Адмирал Доерти контактира звездани брод Ентерпрајз како би добио Дејтине шеме за поправку. Капетан Жан-Лик Пикар игнорише наређења и води Ентерпрајз да преузме Дејту. Након успешног проналажења и поправке Дејте, Пикар постаје сумњичав када Доерти почне да инсистира да Ентерпрајз више није потребан и наређује истрагу о Дејтиној неисправности.
Посада открива да су Ба’ку технолошки напредни и да имају способност ворп путовања, али су одбацили употребу технологије у корист једноставнијег живота. Због јединствених „метафазних честица” које емитују прстенови планете, њени становници су ефективно бесмртни. Супротно томе, савезници Федерације, Сон’а, представљају дегенерисану расу која се ослања на медицинску технологију да би одложила смрт; прекомерне естетске операције дају им изглед мумија. Посада Ентерпрајза такође осећа подмлађујуће ефекте планете: потпуковник Џорди Ла Форџ сада види без очних импланта, потпуковник Ворф пролази кроз симптоме пубертета, командант Вилијам Рајкер и саветница Дијана Трои обнављају своју давно прекинуту везу, а Пикар започиње романсу са Аниџ, женом из народа Ба’ку.
Дејта и Пикар откривају потопљени и скривени федерацијски брод који садржи гигантски холодек са репликом Ба’ку села. Дејтина неисправност је била последица напада Сон’а, пошто је случајно открио њихов брод. Пикар се суочава са Доертијем и сазнаје да су високи званичници Федерације тајно сарађивали са Сон’а ради пресељавања Ба’ку народа на другу планету, како би могли масовно да прикупљају честице (при чему би планета била отрована). Доерти затим наређује Ентерпрајзу да напусти регион. Пикар му пркоси, тврдећи да медицинске користи од честица не оправдавају план против народа Ба’ку и да крше примарну директиву Звездане флоте.
Пикар и део посаде помажу народу Ба’ку да избегну отмицу, док Рајкер управља Ентерпрајзом до домета за слање поруке Звезданој флоти о кршењу директиве. Сон’а лансирају роботске сонде како би лоцирали и заробили Ба’ку народ. Лидер Сон’а, Адар Ру’афо, убеђује Доертија да дозволи напад два Сон’а брода на Ентерпрајз, али Ентерпрајз након борбе успева да побегне и уништи један од Сон’а бродова. Када њихов план буде откривен, Ру’афо инсистира да се прикупљање радијације настави одмах. Пикар, Аниџ и неколико Ба’ку људи бивају заробљени и пребачени на Сон’а брод. Докторка Беверли Крашер открива да су Сон’а и Ба’ку заправо иста раса. Пикар потом обавештава Доертија да су Сон’а одметнута фракција народа Ба’ку која је напустила идилични начин живота један век раније и прихватила технологију. Њихов покушај да преузму власт је пропао, и старешине народа Ба’ку су их протерале са планете, ускративши им подмлађујуће ефекте прстенова. Сон’а су развили вештачки и несавршен начин да продуже живот, што их је физички унаказило, и сада желе освету. Ру’афо убија Доертија након што овај одустаје од плана и наставља са покушајем прикупљања честица.
Док се Пикар припрема за погубљење, успева да убеди разочараног Сон’а по имену Гaлатин да му помогне да заустави Ру’афоа. Пикар осмишљава превару којом транспортује Ру’афоа и његову команду на холоброд и онеспособљава колектор. Ру’афо открива обману и прелази на колекторски брод да ручно поново покрене процес. Пикар га прати и активира самоуништење, усмртивши Ру’афоа у последњем тренутку, док га Ентерпрајз спашава. Преостали Сон’а добијају опрост и поново су прихваћени од стране народа Ба’ку. Пикар организује сусрет између Гaлатина и његове мајке из народа Ба’ку, као знак захвалности. Посада ужива у ефектима подмлађивања пре него што се врати на своју претходну мисију.

## Улоге
| Глумац           | Улога          |
| ---------------- | -------------- |
| Патрик Стјуарт   | Жан-Лик Пикар  |
| Џонатан Фрејкс   | Вилијам Рајкер |
| Брент Спајнер    | поручник Дејта |
| Левар Бартон     | Џорди Ла Форџ  |
| Мајкл Дорн       | поручник Ворф  |
| Гејтс Макфаден   | Беверли Крашер |
| Марина Сиртис    | Дијана Трои    |
| Ф. Мари Ејбрахам | Адар Ру’афо    |
| Дона Марфи       | Аниџ           |
| Ентони Зербе     | Доерти         |
| Грег Хенри       | Галатин        |
| Данијел Хју Кели | Соџеф          |
| Мајкл Велч       | Артим          |
| Реј Берк         | Сон’а лекар    |